# Колеганова, Эмилия Олеговна
Эми́лия Оле́говна Колега́нова (бел. Эмілія Алегаўна Каляганава; род. 28 ноября 2000 года, Ташкент, Узбекистан) — белорусская фигуристка, выступавшая в танцах на льду. В паре с Владиславом Полховским она — двукратный серебряный призёр чемпионата Белоруссии (2019, 2020) и участница чемпионата Европы (2020). Мастер спорта, член национальной сборной по фигурному катанию.

## Биография
Эмилия Колеганова воспитывалась в творческой среде — она любила рисовать, танцевала в хореографической студии при Государственном ансамбле танца, с пяти лет выступала на сцене президентских ёлок. Училась в минской средней школе № 96, а по её окончании поступила в Академию управления при президенте Республики по специальности «Государственное управление и право».
С фигурным катанием Колеганова познакомилась в четыре года, когда вместе с матерью, бывшей фигуристкой, посетила соревнования в местном ледовом дворце. На протяжении восьми лет занималась одиночным катанием. По информации Белорусского союза конькобежцев, первым наставником Колегановой был Игорь Ролинский. В двенадцать лет Эмилия получила приглашение от Татьяны Беляевой, которая поставила её в танцевальную пару с четырнадцатилетним Владиславом Полховским.
По словам самой Колегановой, её коллега — Владислав Полховский — хороший партнёр, который чувствовал её настроение, выстраивал паритетные отношения, а не давил партнёршу, как зачастую происходит в других парах. По характеристике Белорусского союза конькобежцев, в их паре преобладала гармония, заключавшаяся в сходстве темпераментов — оба фигуриста были сангвиниками, в течение тренировочного процесса они подстёгивали друг друга, старались действовать сообща.
Во время работы над постановкой программ, в том числе выбором музыки дуэт всегда советовался со своим руководителем Татьяной Беляевой. Одним из самых ярких моментов в карьере для пары, по их собственному признанию, стали юношеские Олимпийские игры 2016 года, где белорусы заняли шестое место среди двенадцати пар-участниц. В следующем сезоне дуэт финишировал шестнадцатым на чемпионате мира среди юниоров.
В сезоне 2018/19 фигуристы совмещали выступления в двух возрастных категориях — данный сезон был для них первым сеньорским и последним среди юниоров. В тот год Колеганова и Полховский стали серебряными призёрами взрослого чемпионата Белоруссии. Помимо этого, они выполнили задачи, стоявшие перед ними на юниорских соревнованиях: вошли в десять лучших на этапах Гран-при, завоевали бронзу международного турнира Ice Star, а также с запасом прошли в финальную стадию чемпионата мира.
Подготовку к первому полновесному взрослому сезону Эмилия и Владислав провели на учебно-тренировочном сборе в Берлине, где с ними работал Стефано Карузо, тренер итальянской и немецкой сборных. С Карузо пара разбирала набор шагов, движения рук, позиции, а также совершенствовала качество скольжения. В 2020 году Колеганова и её партнёр единственный раз в карьере выступили на крупном международном турнире, чемпионате Европы, в рамках которого пара не сумела пройти в финал. В дальнейшем Эмилия ушла из спорта.
В ходе соревновательной карьеры танцевальный дуэт Колегановой и Полховского считался достаточно перспективным. Генеральный секретарь Белорусского союза конькобежцев Юлия Левшунова возлагала на пару надежды в танцах на льду. В неофициальном ранжире танцевальных дуэтов Белоруссии Колеганова и Полховский занимали второе место после Анны Кубликой и Юрия Гулицкого.

## Результаты
В паре с Владиславом Полховским
| Соревнования                | 14/15         | 15/16         | 16/17         | 17/18         | 18/19         | 19/20         |
| Международные               | Международные | Международные | Международные | Международные | Международные | Международные |
| --------------------------- | ------------- | ------------- | ------------- | ------------- | ------------- | ------------- |
| Чемпионат Европы            |               |               |               |               |               | 23            |
| Золотой конёк Загреба       |               |               |               |               |               | 11            |
| Toruń Cup                   |               |               |               |               |               | 10            |
| Mezzaluna Cup               |               |               |               |               |               | 8             |
| Minsk-Arena Ice Star        |               |               |               |               |               | 7             |
| Egna Trophy                 |               |               |               |               | 6             |               |
| Bosphorus Cup               |               |               |               |               | 5             |               |
| Международные среди юниоров |               |               |               |               |               |               |
| Чемпионат мира              |               |               | 16            |               | 15            |               |
| Олимпиада — танцы           |               | 6             |               |               |               |               |
| Олимпиада — команда         |               | 7             |               |               |               |               |
| Гран-при Армении            |               |               |               |               | 9             |               |
| Гран-при Словакии           |               |               |               |               | 6             |               |
| Гран-при Белоруссии         |               |               |               | 7             |               |               |
| Гран-при Польши             |               |               |               | 6             |               |               |
| Гран-при Эстонии            |               |               | 12            |               |               |               |
| Гран-при Франции            |               |               | 10            |               |               |               |
| Гран-при Австрии            |               | 10            |               |               |               |               |
| Гран-при Хорватии           | 12            | 8             |               |               |               |               |
| Гран-при Словении           | 13            |               |               |               |               |               |
| Open d'Andorra              |               |               |               | 8             |               |               |
| Ice Star                    |               |               | 11            | 5             | 3             |               |
| Toruń Cup                   |               |               | 2             |               |               |               |
| Volvo Open Cup              | 8             | 2             | 2             |               |               |               |
| Tallinn Trophy              | 3             | 6             |               |               |               |               |
| Crystal Skate               | 2             |               |               |               |               |               |
| Национальные                |               |               |               |               |               |               |
| Чемпионат Белоруссии        |               |               |               |               | 2             | 2             |